# Иоанн XX
Иоанн XX (лат. Johannes PP. XX) — никогда не существовавший папа Римский. Известный исторический казус.

## История
В 1276 году очередным папой был избран Педру Жулиан, решивший взять себе имя Иоанн. По его приказу было проведено исследование папских архивов, в результате которого он пришёл к выводу, что в Liber Pontificalis вкралась ошибка и вознамерился исправить её, «пропустив» номер XX и взяв себе сразу имя Иоанн XXI. Причинами этого могли быть легенда о папессе Иоанне, которая некоторыми исследователями считалась папой под именем Иоанн VIII. По другой версии, путаница произошла из-за церковных расколов и многочисленных и эфемерных антипап: в некоторых списках появился эфемерный папа «Иоанн XVI», правивший несколько месяцев после смерти антипапы Бонифация VII. На самом деле, до и после Бонифация VII правил папа Иоанн XV.
Когда ошибка выяснилась, то пап, начиная с Иоанна XVII и до Иоанна XIX (который до этого в источниках именовался «Иоанн XX»), перенумеровали. Однако папы, начиная с Иоанна XXI, нумерацию сохранили. В итоге создалась ситуация, при которой папы Римские, взявшие имя Иоанн под номерами I—XIX и XXI, существовали, а номер XX выпал (такое имя не носил ни один Папа), образовав своеобразный фантом.
В 2005 году итальянец Роберто Карневале провозгласил себя папой под именем Иоанн XX.

## Иоанн XX в культуре
В фэнтезийном романе американского писателя Джеймса Кейбелла «Юрген, Комедия справедливости» заглавный герой получает от Магистра Филолога свиток с заклинанием. «Заклинание» представляло собой написанную энциклопедическим языком заметку, в которой говорилось как раз об ошибке в нумерации римских пап, связанной с отсутствием среди них Иоанна XX. После многих безуспешных попыток Юрген находит правильное применение «заклинанию» — он представляется папой Иоанном XX и под этим именем проникает в христианский Рай. Его пропускают, так как приготовленный в Раю особняк для Иоанна XX действительно пустовал.